# Juan Lucho
Juan Lucho (ur. 8 lipca 1988 w Barcelonie) – hiszpański aktor filmów pornograficznych i zawodnik mieszanych sztuk walki.
Laureat branżowej nagrody Ninfa dla najlepszego debiutanta na Festival Internacional de Cine Erótico de Barcelona w Barcelonie. W 2016 zdobył ponownie nagrodę Ninfa w kategorii „Najlepszy aktor porno”.
Juan to jego prawdziwe imię, a Lucho to pseudonim na cześć jego pitbulla.

## Wczesne lata
Urodził się w Barcelonie. Jego rodzice rozwiedli się. We wczesnych latach marzył, by w przyszłości zostać weterynarzem. Mając 13 lat stracił dziewictwo. W wieku 16 lat ukończył obowiązkową szkołę średnią (Educación Secundaria Obligatoria ESO). Pierwszą pracę podjął jako praktykant w stolarni szkła i aluminium, montażysta ramek aluminiowych, a potem jako doręczyciel paczek, w kasynie Bingo Billars w Barcelonie i w kolejnych latach jako kelner w różnych lokalach w La Barceloneta. Był też szklarzem i dystrybutorem. W wieku 18 lat trafił do nocnego klubu jako tancerz go go dla grupy Matinée w gejowskich barach, a po sezonie jako striptizer. Potem brał udział w wieczorach panieńskich. Tańczył także w gejowskich klubach, podczas parady gejów i El Circuit w Barcelonie.

„Od najmłodszych lat wiedziałem, że chcę zostać aktorem porno. Pamiętam, jak miałem 12 lat, kiedy byłem z mamą, oglądając w telewizji Nacho Vidala powiedziałem: – „Kiedy dorosnę, chcę być taki jak on”. Mama zaśmiała się i powiedziała, żebym nie mówił bzdur” (Juan Lucho).

Miał bardzo skomplikowany okres dorastania ze względu na zażywanie narkotyków i toksyczne środowisko, w jakim się otaczał. W wieku 23 lat trafił do więzienia Cárcel Modelo de Barcelona. Był przygnębionym chłopcem, pełnym złości i niepokoju. Wszystko zmieniło się, gdy spotkał grupę argentyńskich striptizerów, którzy nauczyli go, jak trenować, dbać o dietę i że dzięki suplementacji można zmienić swoje ciało. Zamieszkał w Sitges. Ukończył studia marketingu. Pracował jako trener osobisty jako zwolennik takich autorów z dziedziny rozwoju osobistego i psychologii sukcesu jak Brian Tracy.

## Kariera w branży porno
Za namową znajomego striptizera wziął udział w scenie triolizmu na plaży z Carlą Pons i Belem Grisem dla Tetatita.com. W tym czasie w siłowni spotkał się z Rafą Garcią, dzięki któremu w wieku 25 lat na festiwalu erotycznym Valencia Erotic Party w Walencji wykonał trzy występy na stoisku Saló eròtic de València z Explícital / Roberto Chivas Production. W 2013 w Barcelonie poznał producenta filmów porno Joela Acostę, z którym w Pradze wziął udział w dwóch scenach. W 2014 gościł w audycji Catalunya Ràdio w Algaidzie.
Dorabiał jako fotomodel. Wkrótce przyjął propozycję pracy u Juani de Lucíi w klubie porno „na żywo” Sala de Fiestas Bagdad w Barcelonie, gdzie zaczynali też Nacho Vidal, Nick Moreno, Ramón Nomar, Toni Ribas, Sonia Baby, Sophie Evans, Marco Banderas, Christina Bella, Holly One, Rocco Siffredi, Belladonna i Cicciolina.
Brał udział w scenach gonzo dla sieci Web WTFPass. Wystąpił w roli sadystycznego trenera w filmie Eriki Lust XConfessions vol. 1 (2013), który został uhonorowany nagrodami – Feminist Porn Award w Toronto i Fetisch Award na VII Fetisch Film Festival Germany w Kilonii. Następnie zagrał w innych filmach Eriki Lust, w tym Nie dotykaj mnie (Don’t Touch Me, 2014) jako perkusista, który wraca do domu po długiej trasie koncertowej, #Skypesex (2014), Car Sex Generation (2015) i Horny Beasts (2016) z Mishą Cross. W melodramacie fantastycznonaukowym Lust Films A Road to Conquer (2021) został obsadzony w roli policjanta.
Brał udział w realizacjach we Francji, Szwajcarii i na Węgrzech. Współpracował z producentami takich wytwórni filmowych jak: Cumlouder, Dorcel, MMM100, Private, DDF, Virtual Taboo, FAKings, SexArt, Nubile Films, Virtual Real Porn, Daring, Joymii, MOFOS oraz Lara Tinelli Films. W latach 2014–2017 podczas pobytu w Pradze zaprzyjaźnił się z Vinnym Burgosem. Do swoich produkcji zaangażował go Rocco Siffredi. W filmie Private Specials 105: Pilates Deep Sessions (2015) był instruktorem pilatesu. W latach 2016–2017 w Barcelonie wziął udział w scenach BDSM i Bondage w realizacji Public Disgrace z serii Kink.com w reż. Steve’a Holmesa.
W Stanach Zjednoczonych współpracował z Digital Playground, pojawiając się w pełnometrażowej porno parodii Gwiezdnych wojen – Star Wars - Underworld - A XXX Parody (2016) jako Aiden i porno westernie Rawhide (2017). Film Evil Angel Nacho Loves Canela Skin (2017) z jego udziałem w reż. Nacha Vidala otrzymał XBIZ Award w kategorii realizacja roku o tematyce latynoskiej. 4 czerwca 2022 wziął udział w scenie Hardcore Gangbang z serii Kink.com Mistress After Hours: Four On One Hardcore Shibari Gangbang.
W 2018 został właścicielem firmy produkcyjnej i uruchomił własną stronę internetową www.juanlucho.com, gdzie stworzył własne sceny. W listopadzie 2022 gościł na targach przemysłu erotycznego w Lublanie.

## Obecność w kulturze masowej
Znalazł się w obsadzie filmów: Wiek seksu (Las edades del sexo, 2017) i Zamknięty (Encerrados, 2020). Był jednym z pięciu katalońskich aktorów porno - bohaterów telewizyjnego filmu dokumentalnego TV3 Tabús: Pornografía (2021) w reż. Davida Verdaguera.

## Działalność sportowa
Jako sympatyk sportu, zwłaszcza piłki nożnej i klubu FC Barcelona, przyłączył się do klubu sztuk walki w Barcelonie, gdzie trenował mieszane sztuki walki i brazylijskie jiu-jitsu. W 2019 na plaży Playa De Badalona w Barcelonie zajął drugie miejsce w mistrzostwach Nogiland w grapplingu. W 2021 podczas Europe Cup MMA Championships w Walencji wygrał pierwsze dwie walki i przegrał finał w dogrywce.

## Lista walk w MMA
2 zwycięstwa (2 przez decyzję) – 4 porażki (1 przez duszenie z tyłu, 3 przez decyzję)
| Wynik     | Przeciwnik                | Rozstrzygnięcie       | Runda | Czas | Rozgrywki                          | Data       |
| --------- | ------------------------- | --------------------- | ----- | ---- | ---------------------------------- | ---------- |
| Przegrana | Darien Diego Hevia        | Duszenie z tyłu · R1  | 0-0-0 | 1:08 | Fight Sports 4                     | 26.10.2019 |
| Przegrana | Sergio Blanco             | Decyzja (jednogłośna) | 0-1-0 |      | Campionat de Catalunya de MMA 2021 | 17.04.2021 |
| Wygrana   | Ricardo Palacios Salvador | Decyzja (jednogłośna) | 7–2   |      | Europe CUP BJJ NoGi 2021           | 16.10.2021 |
| Wygrana   | Javier Pomata             | Decyzja (jednogłośna) | 6–0   |      | Europe CUP BJJ NoGi 2021           | 16.10.2021 |
| Przegrana | Javier Castrodeza         | Decyzja (jednogłośna) | 0–0   |      | Europe CUP BJJ NoGi 2021           | 16.10.2021 |
| Przegrana | Antonio Barcelona         | Decyzja (jednogłośna) | 0–11  |      | Europe CUP BJJ NoGi 2021           | 17.10.2021 |

## Tatuaże
Lucho ma tatuaże na lewym przedramieniu na cześć Barcelony, na lewym pośladku – pocałunek wytatuowany na cześć letniej miłości, gdy miał 18 lat, kiedy się zakochał, a partnerka 38. Podczas wizyty w Japonii, na wakacjach 2017, zrobił sobie na skórze japoński tatuaż Hyakki, która w japońskim teatrze reprezentuje dzielną kobietę, która staje się diabłem.

## Nagrody i nominacje
| Rok  | Nagroda                  | Kategoria                                                                | Film                                                                                           | Pozostali wykonawcy | Rezultat  |
| ---- | ------------------------ | ------------------------------------------------------------------------ | ---------------------------------------------------------------------------------------------- | --- | --------- |
| 2013 | Ninfa                    | Najlepszy aktor                                                          | –                                                                                              | – | Nominacja |
| 2014 | Ninfa                    | Najlepszy debiutant                                                      | –                                                                                              | – | Wygrana   |
| 2015 | Ninfa                    | Najlepszy aktor                                                          | –                                                                                              | – | Nominacja |
| 2016 | Ninfa                    | Najlepszy hiszpański aktor roku                                          | –                                                                                              | – | Wygrana   |
| 2017 | AVN Award                | Najlepsza scena seksu w zagranicznej produkcji                           | Luxure: Obedient Wives (2016)                                                                  | Claire Castel, Math i Ryan Ryder                                                                                               | Nominacja |
| 2017 | AVN Award                | Najlepsza scena seksu – rzeczywistość wirtualna                          | They’re Waiting for You: Being a Porn Performer – 360 (2016)                                   | Anna Polina, Jessie Volt, Tarra White, Kimber Delice i Lucy Heart                                                              | Nominacja |
| 2017 | XBIZ Award               | Najlepsza scena seksu – rzeczywistość wirtualna                          | They’re Waiting for You: Being a Porn Performer – 360 (2016)                                   | Anna Polina, Jessie Volt, Tarra White, Kimber Delice i Lucy Heart                                                              | Nominacja |
| 2017 | Ninfa                    | Najlepszy hiszpański aktor roku                                          | –                                                                                              | – | Nominacja |
| 2018 | XCritic Award            | Najlepszy wykonawca zagraniczny                                          | –                                                                                              | – | Nominacja |
| 2018 | AVN Award                | Najlepsza scena seksu w zagranicznej produkcji                           | Rawhide (2017)                                                                                 | Jasmine Webb i Jessa Rhodes | Nominacja |
| 2018 | AVN Award                | Najlepszy wykonawca zagraniczny                                          | –                                                                                              | – | Nominacja |
| 2018 | Ninfa                    | Najlepsze fellatio roku                                                  | Sex Lessons: The Rake de la (2017)                                                             | Irina Vega | Nominacja |
| 2018 | Ninfa                    | Najlepsza strona internetowa hiszpańskiego artysty porno (JuanLucho.com) | –                                                                                              | – | Wygrana   |
| 2018 | Ninfa                    | Najlepsza scena roku                                                     | Hard anal (2017)                                                                               | Alexa Tomas | Nominacja |
| 2018 | Ninfa                    | Najlepsza scena triolizmu                                                | Hard anal (2017)                                                                               | Lilyan Red i Alexa Nasha | Nominacja |
| 2018 | Ninfa                    | Najlepsza scena analna roku                                              | Hard anal (2017)                                                                               | Valentina Bianco | Wygrana   |
| 2018 | Ninfa                    | Najlepszy aktor roku                                                     | Hard anal (2017)                                                                               | – | Nominacja |
| 2019 | AVN Award                | Wykonawca zagraniczny roku                                               | –                                                                                              | – | Nominacja |
| 2019 | AVN Award                | Najlepsza scena seksu grupowego w zagranicznej produkcji                 | Teens vs. MILFs 7 (2018)                                                                       | Kira Thorn, Rocco Siffredi i Isabella Lui                                                                                      | Nominacja |
| 2020 | AVN Award                | Najbardziej skandaliczna scena seksu                                     | Spring Breaker’s Guide to Masochism (BBW Mimosa Sacrifices Every Last Dread of Dignity) (2019) | Mimosa, Mistress Kara, Max Cortés i Tommy Pistol                                                                               | Nominacja |
| 2021 | AVN Award                | Najlepsza zagraniczna scena seksu analnego                               | Clea, an Indecent Story (2019)                                                                 | Clea Gaultier | Nominacja |
| 2021 | XBIZ Europa Award        | Najlepsza scena gonzo                                                    | Xpervo (2020)                                                                                  | Anastasia Brokelyn | Nominacja |
| 2022 | XBIZ Europa Award        | Najlepsza scena gonzo                                                    | Mistress After Hours: 4 on 1 Hardcore Shibari Gangbang (2022)                                  | Sabien Demonia, Aaron Rock, Kevin White i Darrell Deeps                                                                        | Nominacja |
| 2023 | AltStar Award            | Ulubiony film wideo fanów gonzo                                          | Mistress After Hours: 4 on 1 Hardcore Shibari Gangbang (2022)                                  | Sabien Demonia, Aaron Rock, Kevin White i Darrell Deeps                                                                        | Wygrana   |
| 2023 | AltStar Award            | Najlepszy film fabularny wideo                                           | Pink (2022)                                                                                    | Ian Scott, Venera Maxima, Eden Ivy, Charlie Dean, Kitana Montana, Jolee Love, Megan Inky, Tommy Cabrio, Bo Sinn i Larry Steele | Nominacja |
| 2024 | Xbiz Europa Award        | Najlepsza scena seksu – gonzo                                            | Kazumi’s Party (2024)                                                                          | Kazumi, Jason Carrera, Jesús Reyes, Romeo i Sylvan                                                                             | Nominacja |
| 2024 | Xbiz Europa Award        | Najlepsza scena seksu w filmie fabularnym                                | The Heiress 2: Rich & Beautiful (2024)                                                         | Angelika Grays, Catherine Knight, Marie Berger i Potro de Bilbao                                                               | Nominacja |
| 2025 | Doppio Senso Night Award | Najlepsza scena seksu                                                    | Uncaged – Episode 3 (2025)                                                                     | Megan Fiore | Nominacja |
| 2025 | Doppio Senso Night Award | Najlepsza scena seksu                                                    | Private Specials 464: Anal Lovers 8: First Ever Double Penetration (2025)                      | Eva Generosi i Leo Santos | Wygrana   |
| 2025 | XMA Europa Award         | Najlepsza scena seksu – cały seks                                        | Eva Generosi’s First Ever Double Penetration (2024)                                            | Eva Generosi i Leo Santos | Nominacja |
| 2025 | XMA Europa Award         | Najlepsza scena seksu grupowego / orgii                                  | Session Calita Fire Gang Bang (2024)                                                           | Calita Fire, Tommy Cabrio, Axel Garcio, Goro Kush, Romeo i Sylvan                                                              | Nominacja |
| 2025 | XMA Europa Award         | Najlepsza scena seksu grupowego / orgii                                  | Private Movies 74: An Orgy to Save my Marriage (2025)                                          | Eva Generosi, Sata Jones, Angie Lynx, Zazie Skymm, Yeri Blue, Nikki Nutz i Leo Santos                                          | Nominacja |
| 2025 | XMA Europa Award         | Najlepsza scena seksu grupowego / orgii                                  | Private Movies 76: Horny Women Mid-Life Crisis (2025)                                          | Candy Alexa, Calita Fire, Bonny Gee, Sarah Sultry, Yeri Blue, Tommy Cabrio i Christian Clay                                    | Nominacja |